# Maxima (filozofie)
Maxima (z lat. maxima regula, nejvyšší pravidlo) je krátká obecná zásada, ponaučení, kterým by se člověk měl řídit, životní moudrost či životní pravda. Jako literární druh má blízko k bonmotu a k citátu, může to ale být i krátká vtipná úvaha s praktickými důsledky. Mravní maximy byly v oblibě zejména ve francouzském osvícenství 17. a 18. století. Známými autory maxim byli François de La Rochefoucauld (1613–1680) nebo Voltaire (1694–1778).
Immanuel Kant (1724–1804) nepovažoval svůj kategorický imperativ za pravidlo, nýbrž za maximu, kterou se mají poměřovat a hodnotit mravní pravidla. Takovou maximou je například zásada lidské důstojnosti nebo rovnosti všech lidí. Je tedy pravidlům nadřazena a má je zdůvodňovat.

## Příklady
- „Jednej vždy tak, aby se maxima tvé vůle mohla stát principem všeobecného zákonodárství.“ – Immanuel Kant.[2]
- „Jak se mají mladí lidé rozhodnout, čím se chtějí stát, v době, kdy ještě nevědí ani co jsou?“ – François de La Rochefoucauld.